# اکسیژن-۱۶
اکسیژن-۱۶ یکی از ایزوتوپ‌های عنصر گازی اکسیژن است که دارای ۸ نوترون و ۸ پروتون در هسته خود است. این ایزوتوپ پایدار بوده و بیشترین فراوانی طبیعی (۹۹٫۷۶۲٪) را در بین ایزوتوپ‌های اکسیژن دارد. این ایزوتوپ در انتهای فرایند همجوشی هلیم ایجاد می‌شود. در این فرایند ابتدا ایزوتوپ کربن-۱۲ تولید می‌شود که با گیراندازی یک هسته هلیم-۴ به اکسیژن-۱۶ تبدیل می‌شود.